# ヨナス・リー (画家)
ヨナス・リー（Jonas Lie、1880年4月29日 - 1940年1月18日）は、ノルウェー生まれで、主にアメリカ合衆国で活躍した画家。ニューイングランドの海岸風景やニューヨークの街の風景を描いたことで知られる

。

## 略歴
ノルウェーのエストフォル県のモスで生まれた。父親は技術者で、母親はコネチカット州ハードフォード出身のアメリカ人であった。父の姉は、いとこで有名な文学者のヨナス・リーと結婚していて、ヨナス・リーの名はその有名な文学者に因んで名付けられた。
リーの家には文学者のヘンリック・イプセンやビョルンスティエルネ・ビョルンソン、作曲家のエドヴァルド・グリーグ、評論家のゲーオア・ブランデスといったノルウェーの有名な文化人が集まる場所になっていた。ノルウェーで画家のクリスティアン・スクレスヴィク(Christian Skredsvig)に絵を習っていたが、12歳になった1892年に父親が死んだ後、パリのおじのヨナス・リーのもとに滞在し、パリで1年間、美術学校に通った。翌年、母親の母国に戻り、ニューヨークで母親と母親の姉妹の家に移った
。
アメリカで画家として成功し、1905年には、プラット・インスティテュートやブルックリン美術館で展覧会を開いた。1905年から1938年の間に57回の個展を開き、ナショナル・アカデミー・オブ・デザインやペンシルベニア美術アカデミー、シカゴの美術協会などの定例の展覧会や万国博覧会の展覧会に出展を続けた。1913年にはパナマに住みパナマ運河の建築の場面を描いた。
1932年にノルウェー王室から 聖オーラヴ勲章を受勲した。1934年から1939年の間、ナショナル・アカデミー・オブ・デザインの校長を務めた。

## 作品
- The Old Ships Draw to Home Again (ca. 1920)
- Morning On The River (ca. 1911-1912)
- View of the Seine (1909)

- パナマの工事の情景(1913)